# Adalbert Falk

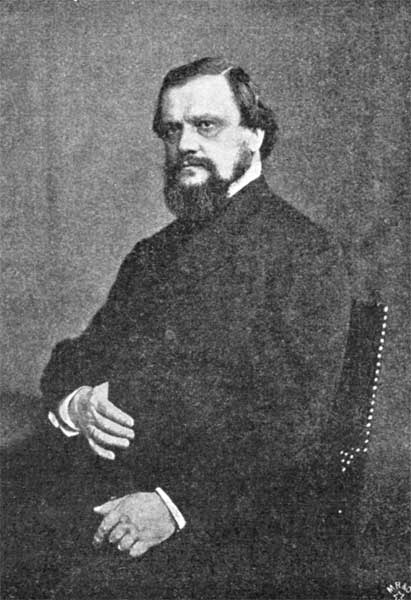
Adalbert Falk (1900)

Paul Ludwig Adalbert Falk (ur. 10 sierpnia 1827 w Mieczkowie, zm. 7 lipca 1900 w Hamm) – pruski polityk i urzędnik państwowy.

## Życiorys
Falk urodził się w dolnośląskiej wsi Mieczków jako syn ewangelickiego pastora. W 1847 rozpoczął pracę w pruskiej administracji państwowej. W 1853 objął stanowisko prokuratora w Ełku. W 1858 został deputowanym z okręgu Ełk, Olecko i Pisz. Po dziesięciu latach został urzędnikiem w ministerstwie sprawiedliwości.
22 stycznia 1872 roku został pruskim ministrem edukacji i w związku z trwającą od 1871 roku wojną kulturową był obok Ottona von Bismarcka współodpowiedzialny za walkę z kościołem katolickim. Był jednym z „ojców” ustaw majowych z 1873 roku. W 1879 osłabła jego pozycja i zrezygnował z urzędu, jednakże jeszcze trzy lata zasiadał w Reichstagu.
Po odejściu z polityki został prezesem sądu najwyższej w Hamm, gdzie zmarł w 1900 roku.